# Пјетрасторнина
Пјетрасторнина (итал. Pietrastornina) је насеље у Италији у округу Авелино, региону Кампанија.
Према процени из 2011. у насељу је живело 807 становника. Насеље се налази на надморској висини од 574 м.

## Становништво
Према резултатима пописа становништва 2011. у општини је живело 1.568 становника.
| 1931. | 1936. | 1951. | 1961. | 1971. | 1981. | 1991. | 2001. | 2011. |
| ----- | ----- | ----- | ----- | ----- | ----- | ----- | ----- | ----- |
| 4.378 | 4.220 | 3.647 | 2.953 | 2.105 | 1.829 | 1.730 | 1.650 | 1.568 |